# Disturbis d'Ürümchi de 2009

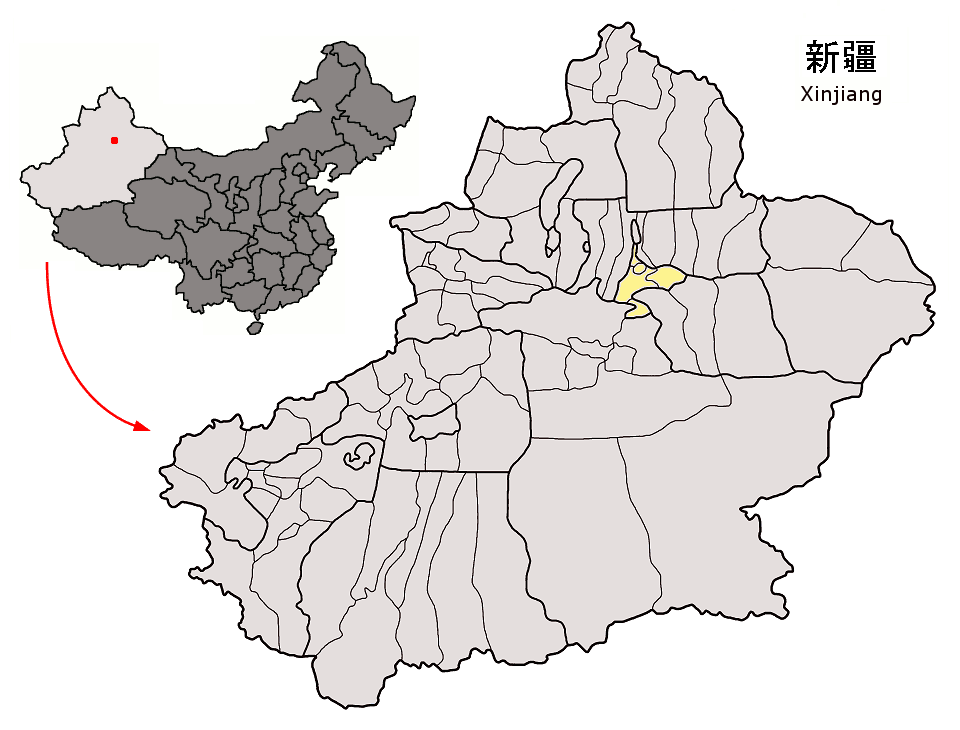
Situació d'Ürümqi en la Xina

El diumenge 5 de juliol de 2009 es van produir una sèrie d'avalots als carrers d'Ürümqi, capital de la regió autònoma de Xinjiang, al nord-oest de la República Popular de la Xina. Entre 1.000 i 3.000 uigurs van prendre part en els aldarulls, que es van saldar amb més de 150 morts i 816 ferits, segons fonts governamentals xineses.
El brot de violència va venir motivat pel llarg conflicte entre l'ètnia han, la majoritària a la República Popular de la Xina, i la uigur, una de les 55 ètnies minoritàries reconegudes al país. L'esmentat conflicte es va revifar després de la mort de dos treballadors uigurs a la província de Guangdong, al sud del país. Els avalots van deixar uns 800 ferits i nombrosos vehicles cremats. La policia va intervenir amb gasos lacrimògens i raigs d'aigua a pressió.